# 십일진법
십일진법(十一進法, undecimal)은 밑으로 11을 사용하는 위치 기수법이다. 알려진 사회 중 열하나로 수를 세는 사회는 없지만, 두 곳은 그렇게 했다고 알려져 있다: 마오리족 (뉴질랜드의 두 폴리네시아인 민족 중 하나)과 파응와족 (탄자니아의 반투어군 사용 민족). 열하나로 수를 세는 아이디어는 폴리네시아에서 행해진 전통적인 집계 방식과 관련하여 여전히 흥미로운 주제로 남아 있다.
프랑스 혁명 동안 십일진법은 개혁된 도량형 시스템의 가능한 기초로 잠시 고려되었다. 오늘날 십일진법 숫자는 컴퓨터 과학, 기술, 국제 표준 도서 번호 시스템에 적용된다. 또한 가끔 대중 소설 작품에도 등장한다.
10보다 큰 밑을 가진 어떤 숫자 시스템이든 하나 이상의 새로운 숫자가 필요하다. "십일진법(밑 11)에서는 10에 대한 문자가 있어야 한다.":p. 345 타자기 입력이 가능하도록 십육진법에서처럼 ⟨A⟩, "ten"의 첫 글자인 ⟨T⟩, 또는 로마 숫자 10인 ⟨X⟩와 같은 문자들이 11진법에서 10을 나타내는 데 사용된다. 아이작 피트먼이 1947년에 12진법(십이진법)을 나타내는 데 필요한 두 개의 십진수 이상 기호 중 하나로 제안한 10에 대한 소위 피트먼 숫자 ↊ ("dek")를 사용하는 것도 가능하다.

## 마오리족의 사용 의혹

### 코난트와 윌리엄스
거의 한 세기 동안, 마오리족이 열하나로 수를 세었다는 생각은 미국 수학자 리바이 레너드 코난트의 글에서 가장 잘 알려져 있었다. 그는 이것이 19세기 윌리엄 윌리엄스 (주교) 목사가 출판한 뉴질랜드어 사전에서 시작된 "실수"라고 규정했다.:p. 123
"오래 전, 주목과 호기심을 동시에 불러일으키는 진술이 등장했습니다. 그것은 뉴질랜드의 원주민인 마오리족이 그들의 숫자 시스템의 기초로 숫자 11을 사용했으며, 그 시스템이 상당히 광범위하게 발전하여 121과 1331, 즉 11의 제곱과 세제곱에 대한 간단한 단어를 가지고 있다는 것이었습니다.":pp. 122–123
윌리엄스가 사전 시리즈의 첫 두 판에서 출판한 이 진술은 다음과 같다:
"원주민의 숫자 세는 방식은 열 번째 열하나에 도달하여 백이 될 때까지 열하나로 수를 세고, 그 다음 열 번째 백에 도달하여 천이 될 때까지 수를 세는 것입니다: 그러나 유럽인과 교류하는 원주민들은 대부분 이 방식을 버리고 ngahuru를 제외하고 tekau 또는 tahi tekau를 10으로, rua tekau를 20으로 등을 계산합니다. *이것은 10개마다 하나를 집계로 제쳐두는 원칙에 기반한 것으로 보입니다. 이에 대한 평행선은 영국인들 사이에서도 존재하며, 빵집 주인의 12개 묶음과 같은 경우입니다.":p. xv

### 레슨과 블로스빌
2020년, 마오리족이 11로 수를 세었다는 생각의 더 이른 대륙 기원은 19세기 과학 탐험가인 르네 프리메베르 레슨과 쥘 드 블로스빌의 저서에서 추적되었다. 그들은 1822-1825년 코키유의 세계 일주 항해의 일환으로 1824년에 뉴질랜드를 방문했다. 그 코르벳은 루이 이시도르 뒤페리가 지휘하고 쥘 뒤몽 뒤르빌이 부관을 맡았다. 1825년 프랑스로 돌아온 후, 레슨은 독일 식물학자 아델베르트 폰 샤미소가 쓴 기사의 프랑스어 번역본을 출판했다. 폰 샤미소가 뉴질랜드 수 체계가 이십진법에 기반한다는 주장에 대해, 레슨은 오류를 표시하기 위해 각주를 삽입했다:
폰 샤미소의 텍스트, 레슨 번역: "...de l'E. de la mer du Sud ... c'est là qu'on trouve premierement le système arithmétique fondé sur un échelle de vingt, comme dans la Nouvelle-Zélande (2)...":p. 27 [...남해 동쪽 ... 뉴질랜드에서와 같이 20의 척도에 기반한 산술 시스템을 처음 발견하는 곳입니다 (2)...]
폰 샤미소 텍스트에 대한 레슨의 각주: "(2) Erreur. Le système arithmétique des Zélandais est undécimal, et les Anglais sont les premiers qui ont propagé cette fausse idée. (L.)":p. 27 [(2) 오류. 질랜드의 산술 시스템은 11진법이며, 영국인이 이 잘못된 생각을 처음 퍼뜨렸습니다. (L).]
폰 샤미소는 1821년에 자신의 오류를 직접 언급하며, 그의 혼란의 근원과 그 설명이 토머스 켄들에서 비롯되었다고 밝혔다. 켄들은 뉴질랜드에 파견된 영국 선교사로, 1820년에 영국 언어학자 새뮤얼 리 (언어학자)가 출판한 문법의 기초가 된 마오리어 자료를 제공했다. 같은 1821년 출판물에서 폰 샤미소는 마오리 수 체계가 십진법이라고도 밝혔으며, 혼란의 근원이 폴리네시아인들이 물건을 쌍으로 세는 방식이라는 점을 지적했다. 각 쌍은 단일 단위로 계산되었기 때문에 열 개의 단위는 숫자적으로 스무 개와 같았다:
"우리는 교회 선교 협회가 런던에서 1820년에 출판한 뉴질랜드어 문법 및 어휘집을 가지고 있습니다. 8절. 이 문법의 저자는 니콜라스의 항해에서 우리에게 어휘집을 제공한 켄들 씨와 동일합니다. 이제 언어가 우리에게 개방되었고, 우리는 우리의 의견을 수정합니다.":p. 13
또한,
"사람들의 산술 시스템을 파악하는 것은 매우 어렵습니다. 통가에서처럼 뉴질랜드에서도 십진법입니다. 켄들 씨가 처음에 니콜라스의 항해에서 그의 첫 시도에서 혼동했을 수도 있는 것은 뉴질랜드인들이 물건을 쌍으로 세는 관습입니다. 통가 원주민들도 바나나와 물고기를 쌍으로 세고 20개씩 셉니다 (테카우, 영어 점수).":pp. 441–442
1825년 레슨이 사용한 "undécimal"이라는 용어는 의도한 구문 "un décimal"을 잘못 연결한 인쇄상의 오류일 수 있으며, 이는 뉴질랜드의 숫자가 십진법임을 올바르게 식별했을 것이다. 레슨은 폴리네시아 숫자가 십진법이고 이 지역 전반에 걸쳐 매우 유사하다는 것을 알고 있었다. 그는 코키유에서 2년 반 동안 태평양 숫자 체계에 대해 많이 배웠고, 숫자 어휘를 수집했으며, 결국 십여 개 이상의 어휘를 출판하거나 코멘트했다. 그는 또한 폰 샤미소의 작품 번역을 통해 토머스 켄들과 새뮤얼 리의 작업에 익숙했다. 이러한 상황들은 레슨이 뉴질랜드의 수를 열하나로 잘못 이해했을 가능성이 낮다는 것을 시사한다.
레슨과 그의 동료이자 친구인 블로스빌은 뉴질랜드에서 11진법 기반의 수를 발견했다는 주장에 대한 기록을 동시대 사람들에게 보냈다. 이 서신 중 적어도 두 명은 이 보고서를 출판했으며, 그 중에는 이탈리아 지리학자 아드리아노 발비가 1826년에 레슨으로부터 받은 편지를 자세히 설명하고, 헝가리 천문학자 프란츠 사버 폰 차흐가 세 번째 사람을 통해 받은 블로스빌의 편지의 일부로 주장을 간략하게 언급했다. 드 블로스빌은 또한 스코틀랜드 작가 조지 릴리 크레이크에게도 이 사실을 언급했으며, 크레이크는 1830년 그의 저서 '뉴질랜드 사람들'에 이 편지를 보고했다. 레슨은 또한 1839년에 프로이센 언어학자 빌헬름 폰 훔볼트의 논문과 함께 발견되고 출판된, 프랑스인이 썼지만 익명으로 된 미날짜 에세이의 저자일 가능성이 높다.
이야기는 재차 이야기될수록 확대되었다: 발비가 1826년에 출판한 편지는 11의 제곱(카라오우)과 11의 세제곱(카마노)에 대한 용어를 포함한 주장된 숫자 어휘와 함께, 숫자들이 어떻게 지역 정보 제공자들로부터 유도되었는지에 대한 설명을 추가했다. 흥미로운 반전은, 오류를 이십진법에서 십진법으로 변경했다는 것이다. 폰 훔볼트의 논문과 함께 출판된 1839년 에세이는 토머스 켄들을 언급했다. 켄들은 쌍으로 세는 것이 마오리 숫자에 미치는 영향에 대해 혼동하여 폰 샤미소가 그들을 이십진법으로 잘못 식별하게 만든 영국 선교사였다. 또한 주장된 지역 정보 제공자들이 왔다고 하는 장소들을 나열했다.

### 전통적인 세기와 관련
마오리족이 열하나로 세었다는 생각은 한때 폴리네시아 전역에서 행해졌던 독창적이고 실용적인 형태의 세기를 강조한다. 이 세기 방법은 세어진 항목 중 열 개를 표시하기 위해 매 열 번째 항목을 따로 제쳐두는 것이었다. 따로 제쳐진 항목들은 나중에 같은 방식으로 세어졌으며, 매 열 번째 항목은 이제 백(두 번째 라운드), 천(세 번째 라운드), 만 개(네 번째 라운드) 등으로 표시되었다. 이 세기 방법은 기본 세기 단위가 단일 항목, 쌍, 또는 네 개의 그룹(지역 전반에 걸쳐 사용되는 기본 세기 단위)인지에 관계없이 동일하게 작동했으며, 이는 망가레바에서 발견되는 독특한 이진 계산의 기초가 되었다. 망가레바에서는 여덟 개의 그룹으로도 세기가 진행될 수 있었다.
그 세기 방식은 또 다른 미스터리를 해결하기도 한다. 하와이어로 스무 개를 뜻하는 '이와칼루아'가 왜 "아홉 개와 두 개"를 의미하는가 하는 점이다. 이 세기 방식이 쌍으로 사용될 때, 아홉 쌍(18개)이 세어졌고 마지막 쌍(2개)은 다음 라운드를 위해 따로 제쳐졌다.

## 파응와족의 사용 의혹
탄자니아의 파응와족이 11진법으로 수를 세었다는 생각에 대해서는 덜 알려져 있다. 이는 1920년에 영국 인류학자 노스코트 W. 토마스에 의해 언급되었다:
"또 다른 비정상적인 숫자 시스템은 말라위 호수 북동쪽의 파응와족의 시스템인데, 그들은 11을 밑으로 사용한다.":p. 59
또한,
"키 지고(ki dzigo)가 원래 파응와어에서 열이 아닌 열하나를 의미했다는 확신이 있다면, 지(dzi) 또는 치(či)를 왈레가-렌두어에서 열두를 의미하는 같은 단어와 연관시키는 것이 흥미로울 것이며, 따라서 비정상적인 시스템이 사용되는 세 영역 모두를 가장 희미하고 먼 종류의 관계일지라도 연결할 수 있을 것이다.":p. 59
이 주장은 영국 탐험가이자 식민지 행정가인 해리 H. 존스턴이 1922년 반투어군 및 반-반투어에 대한 연구 2권에서 반복되었다. 그 역시 파응와어에서 열하나를 나타내는 용어와 관련 언어에서 열을 나타내는 용어들 사이에 시사하는 유사성이 있음을 지적했다:
"가끔 '열하나'를 나타내는 특별한 용어가 있다. 내 정보에 따르면 다음과 같다:
키-지그ꞷ 36 (이 언어, 말라위 북동부 파응와어에서는 실제로 열하나씩 센다. 키-지그ꞷ-카빌리 = '스물둘', 키-지그ꞷ-카다투 = '서른셋'). 하지만 어근 -지그ꞷ는 38에서 '열'을 의미하는 -치그ꞷ와 분명히 같다. 148의 -디기 ('열'), 아바부아와 콩고 언어의 -투쿠 또는 -두구, 130의 -딕ꞷ, 175의 -리쿠 ('여덟'), 249의 티악과도 관련이 있을 수 있다.":p. 477
존스턴의 반투어군 및 반-반투어 분류에서,
- 36은 파응와어, 반투어군 J, 북 루부마, 말라위 북동부
- 38은 킨가어, 반투어군 K, 우킨가
- 130은 바-은쿠투(바-은크푸투), 반투어군 DD, 중앙 콩고
- 148은 리-후쿠, 반투어군 HH, 상 이투리
- 175는 이푸무 또는 이푸루(동 테케), 반투어군 LL, 콰-카사이-상 위그웨 (테케)
- 249는 아푸두어, 반-반투어군 D, 남 베누에

오늘날 파응와어는 십진법 숫자를 가진 것으로 이해된다. '열' 이상의 숫자는 스와힐리어의 영향을 받거나 빌려왔다.

## 측정의 역사에서
1789년 6월, 바스티유 감옥 습격과 함께 프랑스 혁명이 시작되기 불과 몇 주 전, 아카데미 드 시앙스는 무게와 측정 시스템을 표준화하기 위한 위원회(국제 도량형 총회)를 설립했다. 이는 인기 있는 개혁으로, 국제 미터법을 창설하는 초기 단계였다. 1790년 10월 27일, 위원회는 십진법 (밑 10)에 비해 나눗셈 가능성이 더 높다는 이유로 무게, 길이/거리, 화폐의 기초로 십이진법 (밑 12)을 고려했음을 보고했다. 그러나 그들은 결국 이 계획을 거부하고, 음성 숫자 기반의 공통 척도가 계산 및 변환을 단순화하고 새로운 시스템을 구현하기 쉽게 만들 것이라고 결정했다. 위원회 구성원인 수학자 조제프루이 라그랑주는 위원회가 십진법을 선택하도록 영향을 미쳤다고 평가받았다. 어떤 것을 사용할지에 대한 논쟁은 격렬했으며, 심지어 논쟁적이었다. 한 시점에서 라그랑주는 나눌 수 없음이 실제로 유리하다는 이유로 11을 밑으로 채택할 것을 제안했다. 11은 소수였기 때문에, 그것을 분모로 하는 어떤 분수도 더 이상 기약분수가 되지 않을 것이었다:
들랑브르가 썼다: "Il était peu frappé de l'objection que l'on tirait contre ce système du petit nombre des diviseurs de sa base. Il regrettait presque qu'elle ne fut pas un nombre premier, tel que 11, qui nécessairement eût donné un même dénominateur à toutes les fractions. On regardera, si l'on veut, cette idée comme une de ces exagérations qui échappent aux meilleurs esprits dans le feu de la dispute; mais il n'employait ce nombre 11 que pour écarter le nombre 12, que des novateurs plus intrépides auraient voulu substituer à celui de 10, qui fait partout la base de la numération.":p. lxvi
번역: "그는 [라그랑주는] 그 시스템의 밑의 작은 약수 개수에 대한 반대에 별로 영향을 받지 않았다. 그는 거의 후회했다. 밑이 11과 같은 소수가 아니었더라면 모든 분수에 반드시 같은 분모를 주었을 것이다. 이 아이디어는 논쟁의 열기 속에서 최고의 정신들이 놓치는 과장 중 하나로 간주될 수도 있다; 그러나 그는 숫자 11을 사용하여 대담한 혁신가들이 모든 곳에서 수 계산의 기초인 10 대신에 대체하려 했던 숫자 12를 배제하기 위해서만 사용했다."
1795년, 에콜 노르말의 공개 강의에서 출판된 내용에서 라그랑주는 분모가 다양한 분수(예: 1⁄2, 1⁄3, 1⁄4, 1⁄5, 1⁄7)는 그 자체로는 간단하지만, 다른 분모 때문에 비교하기 불편하다고 지적했다. 즉, 분자가 1이면 분수 비교가 어렵지 않다(예: 1⁄2은 1⁄3보다 크고, 1⁄3은 1⁄4보다 크다). 하지만 분자와 분모가 모두 혼합되면 비교가 더 어려워진다: 3⁄4은 5⁄7보다 크고, 5⁄7은 2⁄3보다 크지만, 분자가 1일 때 가능한 것처럼 분모를 간단히 보고는 판단할 수 없다. 그는 모든 분수가 같은 분모를 가지면 이러한 어려움이 해결된다고 지적했다:
라그랑주가 썼다: "On voit aussi par-là, qu'il est indifférent que le nombre qui suit la base du système, comme le nombre 10 dans notre système décimal, ait des diviseurs ou non; peut-être même y aurait-il, à quelques égards, de l'avantage à ce que ce nombre n'eût point de diviseurs, comme le nombre 11, ce qui aurait lieu dans le système undécimal, parce qu'on en serait moins porté à employer les fractions 1⁄2, 1⁄3, etc.":p. 23
번역: "우리는 또한 이것을 통해 (나눗셈 가능성에 대한 논증), 우리 십진법에서 10과 같이 시스템의 밑이 되는 숫자가 약수를 가지든 안 가지든 상관 없다는 것을 알 수 있습니다. 어쩌면 어떤 면에서는 11진법에서 발생할 수 있는 11과 같이 약수가 없는 것이 장점이 될 수도 있습니다. 왜냐하면 1⁄2, 1⁄3 등의 분수를 사용하려는 경향이 줄어들기 때문입니다."
랄프 H. 비어드(1947년 당시 미국십이진법학회 회장)는 이 이야기를 다시 들려주면서 11진법 숫자에는 11보다 큰 소수의 경우 "실제로 테스트하지 않고는 소수인지 아닌지 뿐만 아니라 놀랍게도 홀수인지 짝수인지도 알 수 없다"는 단점이 있다고 지적했다.:p. 9

## 과학 및 기술 분야
십일진법(이 맥락에서는 종종 미십진법이라고 불린다)은 컴퓨터 과학 및 기술 분야에서 보수 이해(음의 덧셈으로 빼기)에 유용하며, 십진법 채널에서 숫자 확인을 수행하는 데도 사용된다.
국제 표준 도서 번호(ISBN) 시스템에서 10자리 숫자는 십일진법을 체크 디지트로 사용했다. 체크 디지트는 ISBN의 마지막 숫자로, 다른 모든 숫자들과 수학적으로 관련되어 그 정확성을 확인하는 데 사용된다. 이는 수학 계산의 결과를 나타내며, 이 경우 ISBN의 10자리 숫자를 10부터 2까지의 정수(가장 왼쪽 숫자는 10, 마지막 오른쪽 숫자는 2이며, 마지막은 체크 디지트 자체이다)와 곱하고 합하는 계산이다. 이 계산 결과는 11의 배수가 되어야 하며, 최종 숫자는 0부터 9 또는 X(10)로 표시되며 ISBN의 열 번째 숫자와 같아야 한다. 2007년 1월 1일 기준, 13자리 ISBN이 표준이다. 국제 ISBN 기구는 10자리 ISBN을 13자리로 변환하는 온라인 계산기를 제공한다.

## 대중 소설에서
칼 세이건의 소설 콘택트에서 알려지지 않은 진보된 지능이 남긴 메시지는 원주율 안에 숨겨져 있다. 메시지는 원주율을 십일진법으로 계산할 때 가장 잘 드러난다.:p. 317
텔레비전 시리즈 바빌론 5에서는 민바리족으로 알려진 진보된 종족이 십일진법 숫자를 사용한다. 그들은 열 손가락과 머리로 수를 센다.

## 예시
이 표는 십일진법으로 나타낸 2의 거듭제곱을 보여준다.
| 십진법 | 십일진법 |
| ------ | -------- |
| 1      | 1        |
| 2      | 2        |
| 4      | 4        |
| 8      | 8        |
| 16     | 15       |
| 32     | 2A       |
| 64     | 59       |
| 128    | 107      |
| 256    | 213      |
| 512    | 426      |
| 1,024  | 851      |
| 2,048  | 1,5A2    |

이 표는 십일진법에서 작은 정수들을 곱하는 방법을 보여준다.
| ×  | 1  | 2  | 3  | 4  | 5  | 6  | 7  | 8  | 9  | A  | 10  | 11  |
| -- | -- | -- | -- | -- | -- | -- | -- | -- | -- | -- | --- | --- |
| 1  | 1  | 2  | 3  | 4  | 5  | 6  | 7  | 8  | 9  | A  | 10  | 11  |
| 2  | 2  | 4  | 6  | 8  | A  | 11 | 13 | 15 | 17 | 19 | 20  | 22  |
| 3  | 3  | 6  | 9  | 11 | 14 | 17 | 1A | 22 | 25 | 28 | 30  | 33  |
| 4  | 4  | 8  | 11 | 15 | 19 | 22 | 26 | 2A | 33 | 37 | 40  | 44  |
| 5  | 5  | A  | 14 | 19 | 23 | 28 | 32 | 37 | 41 | 46 | 50  | 55  |
| 6  | 6  | 11 | 17 | 22 | 28 | 33 | 39 | 44 | 4A | 55 | 60  | 66  |
| 7  | 7  | 13 | 1A | 26 | 32 | 39 | 45 | 51 | 58 | 64 | 70  | 77  |
| 8  | 8  | 15 | 22 | 2A | 37 | 44 | 51 | 59 | 66 | 73 | 80  | 88  |
| 9  | 9  | 17 | 25 | 33 | 41 | 4A | 58 | 66 | 74 | 82 | 90  | 99  |
| A  | A  | 19 | 28 | 37 | 46 | 55 | 64 | 73 | 82 | 91 | A0  | AA  |
| 10 | 10 | 20 | 30 | 40 | 50 | 60 | 70 | 80 | 90 | A0 | 100 | 110 |
| 11 | 11 | 22 | 33 | 44 | 55 | 66 | 77 | 88 | 99 | AA | 110 | 121 |